# کلارکیا (آیداهو)
کلارکیا (به انگلیسی: Clarkia) یک منطقهٔ مسکونی در ایالات متحده آمریکا است که در شهرستان شوشونی، آیداهو واقع شده‌است. کلارکیا ۹۷ نفر جمعیت دارد و ۸۶۱٫۹۸ متر بالاتر از سطح دریا واقع شده‌است.